# ADCC Submission Wrestling World Championship
El ADCC (Abu Dhabi Combat Club) Submission Wrestling World Championship es una competición que incluye a los atletas profesionales que han tenido éxito en los niveles más altos de jiu-jitsu brasileño, lucha, judo, sambo, shoot wrestling y artes marciales mixtas. Las reglas no permiten golpes de manos ni piernas, pues el evento promueve el grappling y las sumisiones. El evento originalmente se llevó a cabo en Abu Dhabi, pero eventualmente se trasladó a otras sedes; Brasil, China, Finlandia, España, Reino Unido y los Estados Unidos. 

## Historia
El concurso fue creado por el jeque Tahnoon Bin Zayed Al Nahyan, hijo del expresidente de los Emiratos Árabes Unidos Jeque Zayed bin Sultan Al Nahyan, junto con su profesor de jiu-jitsu brasileño, Nelson Monteiro.
Miles de torneos de grappling alrededor del mundo usan los elementos de formato y la estructura de reglas de la ADCC. Hasta la fecha, la gran mayoría de los campeones ADCC han tenido la experiencia de estudiar el arte del jiu-jitsu brasileño, cuyas normas son las más parecidas. Sin embargo, ha habido excepciones notables, tales como el japonés Sanae Kikuta, el sudafricano Mark Robinson (quien fue campeón en judo, lucha greco-romana, lucha libre olímpica, sumo, y en levantamiento de pesas), y el estadounidense Mark Kerr.
En 2023, ADCC firmó un contrato de transmisión exclusiva y de múltiples años con UFC Fight Pass, dejando su previa transmisión con FloSports.

## Campeonatos mundiales de ADCC

### Lista de Campeones de ADCC por Año y Peso
| Año  | Anfitrión  | 66 kg                   | 77 kg                      | 88 kg                    | 99 kg                   | +99 kg                | Absoluto               |
| ---- | ---------- | ----------------------- | -------------------------- | ------------------------ | ----------------------- | --------------------- | ---------------------- |
| 1998 | Abu Dhabi  | Alexander Freitas (1/1) | Renzo Gracie (1/2)         | Rodrigo Gracie (1/1)     | Mario Sperry (1/2)      | Ricco Rodriguez (1/1) | Mario Sperry (2/2)     |
| 1999 | Abu Dhabi  | Royler Gracie (1/3)     | Jean Jacques Machado (1/1) | Karimula Barkalaev (1/1) | Jeff Monson (1/2)       | Mark Kerr (1/3)       | Roberto Traven (1/1)   |
| 2000 | Abu Dhabi  | Royler Gracie (2/3)     | Renzo Gracie (2/2)         | Saulo Ribeiro (1/2)      | Ricardo Arona (1/3)     | Mark Kerr (2/3)       | Mark Kerr (3/3)        |
| 2001 | Abu Dhabi  | Royler Gracie (3/3)     | Marcio Feitosa (1/1)       | Sanae Kikuta (1/1)       | Ricardo Arona (2/3)     | Mark Robinson (1/1)   | Ricardo Arona (3/3)    |
| 2003 | São Paulo  | Leo Vieira (1/2)        | Marcelo Garcia (1/4)       | Saulo Ribeiro (2/2)      | Jon Olav Einemo (1/1)   | Márcio Cruz (1/1)     | Dean Lister (1/2)      |
| 2005 | Long Beach | Leo Vieira (2/2)        | Marcelo Garcia (2/4)       | Ronaldo Souza (1/1)      | Roger Gracie (1/2)      | Jeff Monson (2/2)     | Roger Gracie (2/2)     |
| 2007 | Trenton    | Rani Yahya (1/1)        | Marcelo Garcia (3/4)       | Demian Maia (1/1)        | Alexandre Ribeiro (1/2) | Fabrício Werdum (1/2) | Robert Drysdale (1/1)  |
| 2009 | Barcelona  | Rafael Mendes (1/2)     | Pablo Popovitch (1/1)      | Braulio Estima (1/2)     | Alexandre Ribeiro (2/2) | Fabrício Werdum (2/2) | Braulio Estima (2/2)   |
| 2011 | Nottingham | Rafael Mendes (2/2)     | Marcelo Garcia (4/4)       | André Galvão (1/2)       | Dean Lister (2/2)       | Vinny Magalhães (1/1) | André Galvão (2/2)     |
| 2013 | Beijing    | Rubens Charles (1/3)    | Kron Gracie (1/1)          | Romulo Barral (1/1)      | João Assis (1/1)        | Marcus Almeida (1/2)  | Roberto Abreu (1/1)    |
| 2015 | São Paulo  | Rubens Charles (2/3)    | Davi Ramos (1/1)           | Yuri Simões (1/3)        | Rodolfo Vieira (1/1)    | Orlando Sanchez (1/1) | Claudio Calasans (1/1) |
| 2017 | Espoo      | Rubens Charles (3/3)    | Jonathan Torres (1/2)      | Gordon Ryan (1/4)        | Yuri Simões (2/3)       | Marcus Almeida (2/2)  | Felipe Pena (1/1)      |
| 2019 | Anaheim    | Augusto Mendes (1/1)    | Jonathan Torres (2/2)      | Matheus Diniz (1/1)      | Gordon Ryan (2/4)       | Kaynan Duarte (1/2)   | Gordon Ryan (3/4)      |
| 2022 | Las Vegas  | Diogo Reis (1/1)        | Kade Ruotolo (1/1)         | Giancarlo Bodoni (1/1)   | Kaynan Duarte (2/2)     | Gordon Ryan (4/4)     | Yuri Simões (3/3)      |

### Lista de Campeonas de ADCC por Año y Peso
| Año  | Anfitrión      | –55 kg                  | –60 kg (–61 kg, 2007)    | +60 kg (–67 kg, 2007) | +67 kg             | Absolute              |
| ---- | -------------- | ----------------------- | ------------------------ | --------------------- | ------------------ | --------------------- |
| 2005 | United States  |                         | Kyra Gracie (1/3)        | Juliana Borges (1/2)  |                    | Juliana Borges (2/2)  |
| 2007 | United States  | Sayaka Shinoda (1/1)    | Kyra Gracie (2/3)        | Hannette Staack (1/3) | Penny Thomas (1/1) | Hannette Staack (2/3) |
| 2009 | Spain          |                         | Luanna Alzuguir (1/1)    | Hannette Staack (3/3) |                    |                       |
| 2011 | United Kingdom | Kyra Gracie (3/3)       | Gabi Garcia (1/4)        |                       |                    |                       |
| 2013 | China          | Michelle Nicolini (1/1) | Gabi Garcia (2/4)        |                       |                    |                       |
| 2015 | Brazil         | Mackenzie Dern (1/1)    | Ana Laura Cordeiro (1/1) |                       |                    |                       |
| 2017 | Finland        | Beatriz Mesquita (1/1)  | Gabi Garcia (3/4)        |                       |                    |                       |
| 2019 | United States  | Bianca Basílio (1/1)    | Gabi Garcia (4/4)        |                       |                    |                       |
| 2022 | United States  | Ffion Davies (1/1)      | Amy Campo (1/1)          |                       |                    |                       |

### List de Campeones de la Súper Pelea de ADCC
| Año  | Anfitrión            | Ganador              | Segundo Lugar        |
| ---- | -------------------- | -------------------- | -------------------- |
| 1999 | United Arab Emirates | Mario Sperry (1/2)   | Enson Inoue          |
| 2000 | United Arab Emirates | Mario Sperry (2/2)   | Roberto Traven       |
| 2001 | United Arab Emirates | Mark Kerr (1/1)      | Mario Sperry         |
| 2003 | Brazil               | Ricardo Arona (1/1)  | Mark Kerr            |
| 2005 | United States        | Dean Lister (1/1)    | Jean Jacques Machado |
| 2007 | United States        | Roger Gracie (1/1)   | Jon Olav Einemo      |
| 2009 | Spain                | Ronaldo Souza (1/1)  | Robert Drysdale      |
| 2011 | United Kingdom       | Braulio Estima (1/1) | Ronaldo Souza        |
| 2013 | China                | André Galvão (1/4)   | Braulio Estima       |
| 2015 | Brazil               | André Galvão (2/4)   | Roberto Abreu        |
| 2017 | Finland              | André Galvão (3/4)   | Claudio Calasans     |
| 2019 | United States        | André Galvão (4/4)   | Felipe Pena          |
| 2022 | United States        | Gordon Ryan (1/1)    | André Galvão         |

### Lista de ganadores por cantidad de títulos
| Lugar | Grappler             | Total | Absoluto | Categoría de peso | Súper Pelea | Años ganadores               |
| ----- | -------------------- | ----- | -------- | ----------------- | ----------- | ---------------------------- |
| 1     | André Galvão         | 6     | 1        | 1                 | 4           | 2011, 2013, 2015, 2017, 2019 |
| 2     | Gordon Ryan          | 5     | 1        | 3                 | 1           | 2017, 2019, 2022             |
| 3     | Marcelo Garcia       | 4     | 0        | 4                 | 0           | 2003, 2005, 2007, 2011       |
| 3     | Mário Sperry         | 4     | 1        | 1                 | 2           | 1998, 1999, 2000             |
| 3     | Gabi Garcia          | 4     | 0        | 4                 | 0           | 2011, 2013, 2017, 2019       |
| 3     | Mark Kerr            | 4     | 1        | 2                 | 1           | 1999, 2000, 2001             |
| 3     | Ricardo Arona        | 4     | 1        | 2                 | 1           | 2000, 2001, 2003             |
| 8     | Hannette Staack      | 3     | 1        | 2                 | 0           | 2007, 2009                   |
| 8     | Royler Gracie        | 3     | 0        | 3                 | 0           | 1999, 2000, 2001             |
| 8     | Kyra Gracie          | 3     | 0        | 3                 | 0           | 2005, 2007, 2011             |
| 8     | Rubens Charles       | 3     | 0        | 3                 | 0           | 2013, 2015, 2017             |
| 8     | Roger Gracie         | 3     | 1        | 1                 | 1           | 2005, 2007                   |
| 8     | Braulio Estima       | 3     | 1        | 1                 | 1           | 2009, 2011                   |
| 8     | Dean Lister          | 3     | 1        | 1                 | 1           | 2003, 2005, 2011             |
| 8     | Yuri Simões          | 3     | 1        | 2                 | 0           | 2015, 2017, 2022             |
| 16    | Renzo Gracie         | 2     | 0        | 2                 | 0           | 1998, 2000                   |
| 16    | Juliana Borges       | 2     | 1        | 1                 | 0           | 2005                         |
| 16    | Saulo Ribeiro        | 2     | 0        | 2                 | 0           | 2000, 2003                   |
| 16    | Leo Vieira           | 2     | 0        | 2                 | 0           | 2003, 2005                   |
| 16    | Jeff Monson          | 2     | 0        | 2                 | 0           | 1999, 2005                   |
| 16    | Alexandre Ribeiro    | 2     | 0        | 2                 | 0           | 2007, 2009                   |
| 16    | Fabrício Werdum      | 2     | 0        | 2                 | 0           | 2007, 2009                   |
| 16    | Rafael Mendes        | 2     | 0        | 2                 | 0           | 2009, 2011                   |
| 16    | Marcus Almeida       | 2     | 0        | 2                 | 0           | 2013, 2017                   |
| 16    | Jonathan Torres      | 2     | 0        | 2                 | 0           | 2017, 2019                   |
| 16    | Ronaldo Souza        | 2     | 0        | 1                 | 1           | 2005, 2009                   |
| 16    | Kaynan Duarte        | 2     | 0        | 2                 | 0           | 2019, 2022                   |
| 28    | Roberto Traven       | 1     | 1        | 0                 | 0           | 1998                         |
| 28    | Robert Drysdale      | 1     | 1        | 0                 | 0           | 2007                         |
| 28    | Roberto Abreu        | 1     | 1        | 0                 | 0           | 2013                         |
| 28    | Claudio Calasans     | 1     | 1        | 0                 | 0           | 2015                         |
| 28    | Felipe Pena          | 1     | 1        | 0                 | 0           | 2017                         |
| 28    | Alexander Freitas    | 1     | 0        | 1                 | 0           | 1998                         |
| 28    | Rodrigo Gracie       | 1     | 0        | 1                 | 0           | 1998                         |
| 28    | Ricco Rodriguez      | 1     | 0        | 1                 | 0           | 1998                         |
| 28    | Jean Jacques Machado | 1     | 0        | 1                 | 0           | 1999                         |
| 28    | Karimula Barkalaev   | 1     | 0        | 1                 | 0           | 1999                         |
| 28    | Marcio Feitosa       | 1     | 0        | 1                 | 0           | 2001                         |
| 28    | Sanae Kikuta         | 1     | 0        | 1                 | 0           | 2001                         |
| 28    | Mark Robinson        | 1     | 0        | 1                 | 0           | 2001                         |
| 28    | Jon Olav Einemo      | 1     | 0        | 1                 | 0           | 2003                         |
| 28    | Márcio Cruz          | 1     | 0        | 1                 | 0           | 2003                         |
| 28    | Sayaka Shinoda       | 1     | 0        | 1                 | 0           | 2007                         |
| 28    | Penny Thomas         | 1     | 0        | 1                 | 0           | 2007                         |
| 28    | Rani Yahya           | 1     | 0        | 1                 | 0           | 2007                         |
| 28    | Demian Maia          | 1     | 0        | 1                 | 0           | 2007                         |
| 28    | Luanna Alzuguir      | 1     | 0        | 1                 | 0           | 2009                         |
| 28    | Pablo Popovitch      | 1     | 0        | 1                 | 0           | 2009                         |
| 28    | Vinny Magalhães      | 1     | 0        | 1                 | 0           | 2011                         |
| 28    | Michelle Nicolini    | 1     | 0        | 1                 | 0           | 2013                         |
| 28    | Kron Gracie          | 1     | 0        | 1                 | 0           | 2013                         |
| 28    | Romulo Barral        | 1     | 0        | 1                 | 0           | 2013                         |
| 28    | João Assis           | 1     | 0        | 1                 | 0           | 2013                         |
| 28    | Mackenzie Dern       | 1     | 0        | 1                 | 0           | 2015                         |
| 28    | Ana Laura Cordeiro   | 1     | 0        | 1                 | 0           | 2015                         |
| 28    | Davi Ramos           | 1     | 0        | 1                 | 0           | 2015                         |
| 28    | Rodolfo Vieira       | 1     | 0        | 1                 | 0           | 2015                         |
| 28    | Orlando Sanchez      | 1     | 0        | 1                 | 0           | 2015                         |
| 28    | Beatriz Mesquita     | 1     | 0        | 1                 | 0           | 2017                         |
| 28    | Bianca Basílio       | 1     | 0        | 1                 | 0           | 2019                         |
| 28    | Augusto Mendes       | 1     | 0        | 1                 | 0           | 2019                         |
| 28    | Matheus Diniz        | 1     | 0        | 1                 | 0           | 2019                         |
| 28    | Giancarlo Bodoni     | 1     | 0        | 1                 | 0           | 2022                         |
| 28    | Kade Ruotolo         | 1     | 0        | 1                 | 0           | 2022                         |
| 28    | Diogo Reis           | 1     | 0        | 1                 | 0           | 2022                         |
| 28    | Ffion Davies         | 1     | 0        | 1                 | 0           | 2022                         |
| 28    | Amy Campo            | 1     | 0        | 1                 | 0           | 2022                         |

### Ganadaores Triple Corona (peso, absoluto y súperpelea)
- Mario Sperry
- Mark Kerr
- Ricardo Arona
- Roger Gracie
- Braulio Estima
- Dean Lister
- André Galvão
- Gordon Ryan

### Salón de la Fama de ADCC
- Roger Gracie[7]
- Andre Galvao[8]
- Marcelo Garcia[9]
- Ricardo Arona[10]
- Kyra Gracie[11]
- Braulio Estima[12]
- Royler Gracie[13]
- Dean Lister[14]
- Mario Sperry[15]
- Rubens Charles[16]
- Saulo Ribeiro[17]
- Mark Kerr[18]
- Baret Yoshida[19]
- Renzo Gracie[20]
- Rafael Mendes[21]

### Mayor cantidad de sumisiones
| Año            | Anfitrión            | Grappler                                      | Sumisiones |
| -------------- | -------------------- | --------------------------------------------- | ---------- |
| 1998           | United Arab Emirates | Alexander Freitas Ricardo Morais Mario Sperry | 3          |
| 1999           | United Arab Emirates | Jean Jacques Machado                          | 4          |
| 2001           | United Arab Emirates | Jean Jacques Machado                          | 3          |
| 2003           | Brazil               | Marcelo Garcia Dean Lister                    | 4          |
| 2005           | United States        | Roger Gracie                                  | 8          |
| 2007           | United States        | Marcelo Garcia                                | 7          |
| 2009           | Spain                | Braulio Estima                                | 6          |
| 2011           | United Kingdom       | Marcelo Garcia Dean Lister Rousimar Palhares  | 3          |
| 2013           | China                | Dean Lister                                   | 5          |
| 2015           | Brazil               | Davi Ramos                                    | 3          |
| 2017           | Finland              | Gordon Ryan                                   | 5          |
| 2019           | United States        | Gordon Ryan                                   | 6          |
| 2022           | United States        | Giancarlo Bodoni Kade Ruotolo Gordon Ryan     | 4          |
| Mayor cantidad | Mayor cantidad       | Marcelo Garcia                                | 24         |

### Por nacionalidad
| País           | Grapplers | Total |
| -------------- | --------- | ----- |
| Brasil         | 48        | 76    |
| Estados Unidos | 8         | 16    |
| Sudáfrica      | 2         | 2     |
| Japón          | 2         | 2     |
| Noruega        | 1         | 1     |
| Rusia          | 1         | 1     |
| Gales          | 1         | 1     |

## Eventos de ADCC

### ADCC 2022
| Evento                   | Oro                    | Plata                   | Bronce                  |
| ------------------------ | ---------------------- | ----------------------- | ----------------------- |
| 66 kg (146 lb)           | Diogo Reis (BRA)       | Gabriel Souza (BRA)     | Diego Pato (BRA)        |
| 77 kg (170 lb)           | Kade Ruotolo (USA)     | Micael Galvão (BRA)     | Dante Leon (CAN)        |
| 88 kg (194 lb)           | Giancarlo Bodoni (USA) | Lucas Barbosa (BRA)     | Vagner Rocha (BRA)      |
| 99 kg (218 lb)           | Kaynan Duarte (BRA)    | Craig Jones (AUS)       | Nicholas Meregali (BRA) |
| +99 kg (+218 lb)         | Gordon Ryan (USA)      | Nick Rodriguez (USA)    | Roosevelt Souza (BRA)   |
| Absoluto                 | Yuri Simõess (BRA)     | Nicholas Meregali (BRA) | Tye Ruotolo (USA)       |
| Women's –60 kg (–132 lb) | Ffion Davies (GBR)     | Brianna Ste-Marie (CAN) | Bia Mesquita (BRA)      |
| Women's +60 kg (+132 lb) | Amy Campo (USA)        | Rafaela Guedes (BRA)    | Gabrielle Garcia (BRA)  |